# 浪岡具永
浪岡 具永（なみおか ともなが）は、戦国時代の武将。陸奥国の名族浪岡氏の第7代当主。

## 生涯
浪岡城を本拠とした。鎮守大将軍北畠顕家の末裔であるといい、将軍を御所と敬称する当時の慣習から、陸奥国一帯で「浪岡御所」と呼ばれた。内政手腕に優れ、朝廷と交渉するために上洛し、任官を受けたという。天文9年（1540年）に朝家から具永に改名しているが、これは伊勢北畠氏からの偏諱であるとされる。

## 没年について
浪岡氏に関する没年に関する情報が安永4年（1775年）に作成された京徳寺過去帳の他に見られないため、史料性には疑問を持たれつつも通説として、具永の死没年は天文24年5月24日（1555年6月13日）とされてきた。
一方で、外浜油川村（現在の青森県青森市油川）の熊野山十二所権現社の棟札銘には、永禄2年（1559年）に具永が同社を再興したとされている。さらに、2011年（平成23年）『補略』と総称される公家名簿の史料群が学会に相次いで紹介され、その中では永禄6年（1563年）時点で具永は存命と認識されている。これらに基づき、具永の没年については、再検討の必要性も指摘されている（赤坂恒明）。

## 官歴
注記のないものは『歴名土代』による。
- 天文5年（1536年） 6月14日：叙爵、侍従
- 天文9年（1540年） 6月24日：従五位上、弾正大弼、朝家から具永に改名
- 天文17年（1548年） 正月5日：正五位下
- 天文21年（1552年） 2月28日：従四位下、左近衛中将
- 永禄6年（1563年） 正月：見前弾正大弼[5]

## 系譜
- 父：浪岡顕具
- 母：不詳
- 生母不詳の子女
  - 男子：浪岡具統（1509-?）
  - 男子：北畠具信（?-1562）